# Andethele huanca
Andethele huanca is een spinnensoort uit de familie Dipluridae. De soort komt voor in Peru.